# Sylwester (Kisitu)
Sylwester, imię świeckie Maximus Kisitu (ur. 20 września 1982 w Kampali) – ugandyjski biskup prawosławny w jurysdykcji Patriarchatu Aleksandryjskiego.

## Życiorys
8 września 2013 został wyświęcony na hierodiakona. Święcenia kapłańskie przyjął 8 września 2014. Chirotonię biskupią otrzymał 16 grudnia 2018. W latach 2018–2022 był ordynariuszem diecezji Gulu i wschodniej Ugandy. W styczniu 2022 r. przeniesiony do nowo utworzonej diecezji Jinji i wschodniej Ugandy.